# دواس إستراداس
دواس إستراداس (بالبرتغالية: Duas Estradas‏)؛ بلدية في ولاية بارايبا في المنطقة الشمالية الشرقية من البرازيل.